# Nathan Milstein
Nathan Milstein (Odessza, 1903. december 31. – London, 1992. december 21.) orosz születésű amerikai hegedűművész.

## Élete
Első tanára Pjotr Sztoljarszkij (1871–1944) volt, aki David Ojsztrahot is tanította. 11 éves korában bekerült az Auer Lipót vezette szentpétervári konzervatóriumba. 14 éves korában visszatért Odesszába. 18 évesen találkozott Vladimir Horowitz-cal Kijevben. A két művész között szoros barátság alakult ki, együtt turnéztak Nyugat-Európában. 26 évesen Amerikában New Yorkban debütált. 39 évesen emigrált az Amerikai Egyesült Államokba.

## Zenéje
A 20. század egyik legkiemelkedőbb hegedűművésze. Kiválóan játszott Bachot és romantikus műveket. Saját műveket is írt, a legismertebb a Paganiniana, amely variáció Niccolò Paganini (1782–1840) műveire.

## Díjak
- 1968 Francia Becsületrend (Légion d'honneur)
- 1975 Grammy-díj